# Nagmashot
El Nagmashot o Nagmasho't, de l'hebreu הנגמ nagma que vol dir transport blindat i שו"ט sho't que vol dir fuet, va ser el primer transport blindat de personal pesant modern, d'origen israelià, desenvolupat al xassís del tanc Sho't (Centurion) i posteriorment el concepte s'aplicaria a d'altres vehicles. El disseny va començar a principis de la dècada dels 80 amb la idea de reduir les baixes que patien les Forces de Defensa d'Israel en el conflicte Israel-Líban; per millorar els transports es va decidir convertir els obsolets tancs Sho't Kal, Centurions israelians, a transports per infanteria.
Per fer la reconversió se substituïa la torreta del Centurion per una casamata de tronc de piràmide de planta quadrada. A sobre hi havia quatre escotilles: dues de circulars als costat del davant, i dues de quadrades als costats del darrere. Això permetia que quatre soldats observessin en totes les direccions i protegissin el vehicle amb les metralladores que s'hi podien muntar. A més a més, l'exterior de la casamata es va reforçar amb blindatge reactiu addicional.
Tot i que aquest primer model tenia diversos defectes, el Nagmashot va demostrar un gran potencial protegint a la infanteria i va originar una doctrina militar pròpia. Els errors del Nagmashot es corregirien a les versions posteriors: el Nagmachon, Nakpadon i Puma. Poc després també es convertirien tancs soviètics capturats T-54/T-55 a transports Achzarit. Aquest concepte assoliria la seva màxima expressió amb el Namer, un transport blindat de personal pesant de 60 tones, basat en el tanc Merkava, el més ben protegit del món.

## Desenvolupament
Israel va començar el desenvolupament de transports blindats de personal pesants després de la Guerra del Líban de 1982, com a conseqüència directa de les baixes sofertes per la seva infanteria mecanitzada. El degoteig de morts, infligides majoritàriament pel grup libanès Hesbol·là, afectaven a l'opinió pública i també a la moral dels soldats. La insatisfacció amb l'M113, el transport que feien servir aleshores els israelians, era tan elevada que alguns soldats preferien no fer-lo servir, ja que el consideraven una trampa mortal. A partir d'aleshores les Forces de Defensa d'Israel van començar a buscar un possible substitut, considerant el vehicle de combat d'infanteria M2 Bradley, però descartant-lo per la seva poca protecció.
Tot i això, l'empresa israeliana Rafael va provar de modificar localment els Bradley per fer-los més resistents. Per fer-ho van eliminar la complexa torreta i la van substituir per una estació d'armes remota molt més simple. També hi van afegir diferents tipus de blindatge addicional, tant reactiu com passiu, a tot el buc. Aquest projecte finalment es va cancel·lar a causa de l'elevat cost i la preocupació que tot el tren de rodatge no podria suportar el pes extra i l'àrid terreny de l'Orient Mitjà. Un cop presa aquesta decisió, es va optar per provar de convertir tancs obsolets o capturats a transports d'infanteria pesants.
Aquest concepte ja s'havia usat anteriorment, durant la Segona Guerra Mundial, per part de l'exèrcit canadenc, amb el transport Kangaroo, basat en els tancs M4 Sherman. Els propis israelians també havien modificat Shermans per fer-los servir com a ambulàncies. Aquesta conversió demostrava als israelians, que mai havien provat de convertir tancs a transports, que possiblement podrien fer aquesta modificació.
Tot i que la cronologia exacta del disseny és poc clara, possiblement a causa d'una desinformació deliberada per part de les forces israelianes, el desenvolupament va ser extremadament ràpid, eliminant la torreta dels tancs Centurion i també d'alguns M48 Patton (tot i que aquestes versions demostrarien ser menys resistents a mines terrestres i artefactes explosius improvisats) i substituint-les per una casamata i més espai per infanteria. El 1984 els primers Nagmashot ja entraven en servei al Cos d'Infanteria d'Israel.

## Característiques
La barcassa del Nagmashot és un paral·lelepípede amb la casamata, amb forma de tronc de piràmide de planta quadrada, sobresortint per sobre, al centre. El frontal té una forta inclinació, i els laterals, a la zona de la casamata, també està fortament inclinat. En total el blindat disposa de 6 escotilles: una sobre el conductor, que s'assenta al davant i a la dreta, 4 perquè els soldats puguin sortir o fer anar les metralladores de defensa, a cada cantonada de la casamata, i finalment una escotilla a sota del blindat. L'espai a dins del transport era suficient per transportar 8 soldats, però per sortir del vehicle la disposició de les escotilles demostraria ser inadequada, ja que la tropa s'havien d'exposar a dalt del blindat durant el procés.

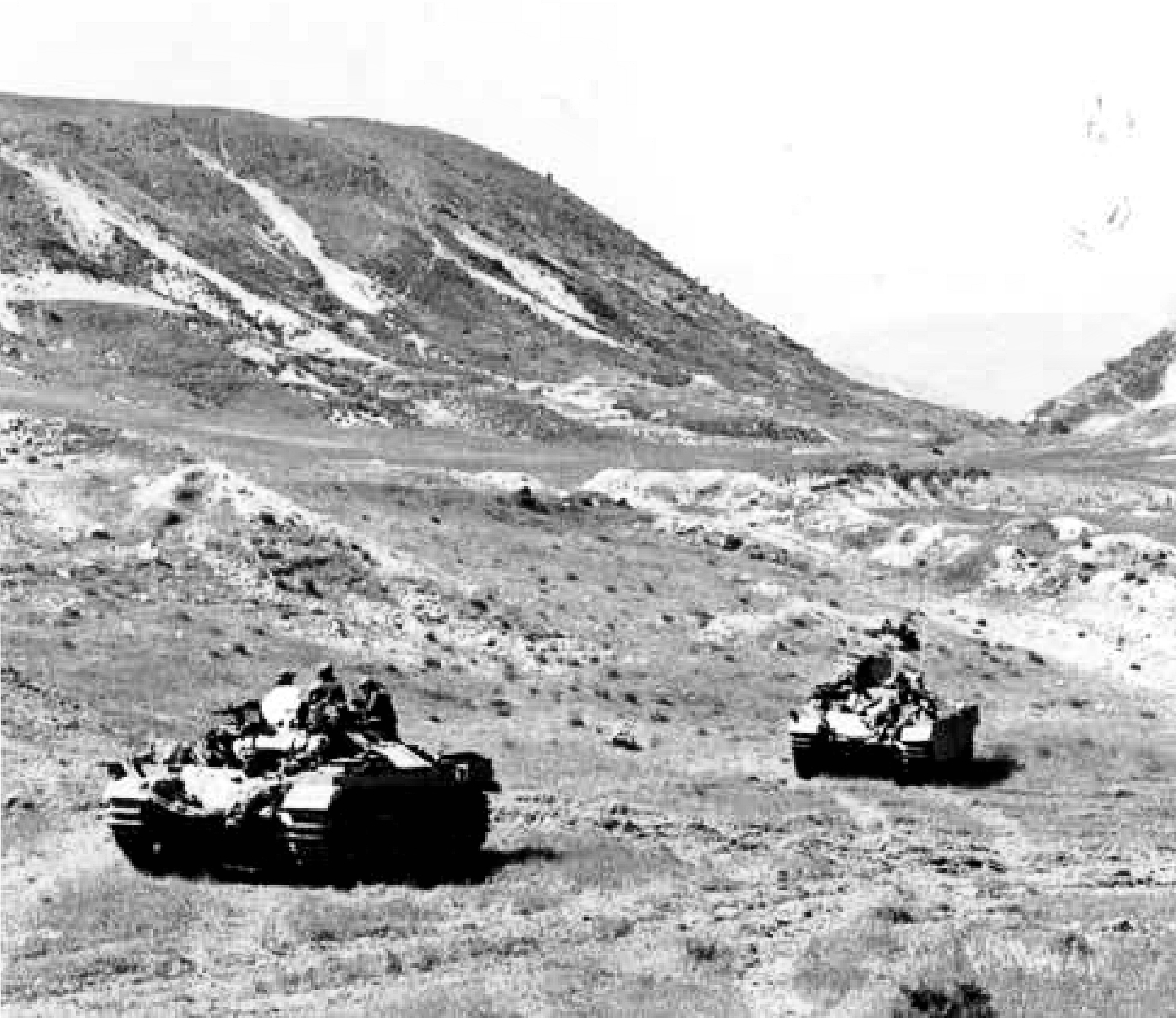
Blindats Nagmashot avançant cap a la vila de Meidoun (ميدون) durant l'Operació Llei i Ordre contra Hesbol·là el 4 de maig del 1988.

El blindatge era el mateix que el dels tancs Sho't Kal, Centurions modificats pels israelians, però a més a més generalment s'hi afegien blocs de blindatge reactiu a la casamata. S'especula que potser es va afegir blindatge a sota del blindat, tot i això el buc en forma de V ja oferia una bona protecció contra mines. Per altra banda també es va afegir un sistema de detecció i apagat d'incendis.
Les muntures que hi havia per l'armament acceptaven diverses armes, però generalment eren: metralladores FN MAG de 7,62 mm, Browning M2 de 12,7 mm o llançagranades Mk.19 de 40 mm. A dins del vehicle hi havia molt espai per munició, i en el cas de les metralladores FN MAG es podia arribar a transportar fins a 4.000 cartutxos.
El sistema motor del Nagmashot era el mateix que el del Sho't Kal, tot i que la col·locació es va canviar per fer espai addicional per passatgers i equipament. El motor era dièsel model Continental AVDS-1790-2A V12 que generava 750 CV a 2.400 rpm. La transmissió era una Allison CD850-6, amb 2 marxes cap endavant i una cap endarrere. El tren de rodament de tracció per eruga no es va canviar respecte el Sho't Kal, mantenint: 6 rodes de rodament a cada banda, 1 roda motriu davantera, 1 roda motriu al darrere i 4 corrons de retorn. La suspensió Horstmann també es mantenia.

## Variants

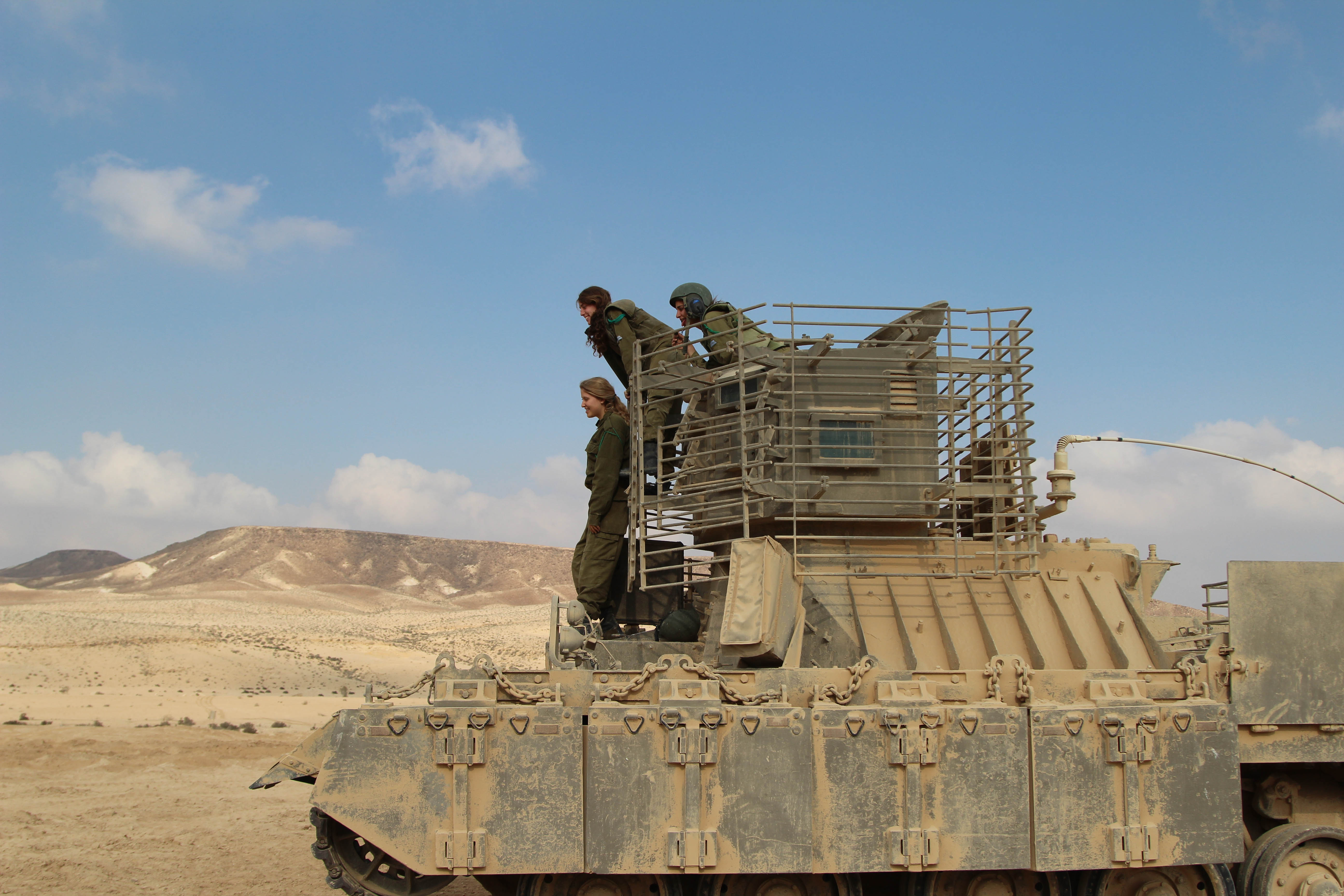
Instructores d'infanteria amb un Nakpadon, una variant del Nagmasho't, l'any 2013. Es pot apreciar clarament la superestructura blindada.

El Nagmasho't va original el concepte de transport blindat de personal pesant, però per corregir-ne els defectes aquests models posteriorment s'aprofitarien reconvertint-se en altres blindats:
- Nagmachon: un Nagmasho't significativament millorat, amb més blindatge als laterals i una casamata ampliada.
- Nakpadon: una variant radicalment modificada. S'incrementava encara més el blindatge i s'afegia una superestructura cúbica a sobre amb vidres a prova de bales. El motor se substitueix per un de més potent, de 900 CV, a més a més d'altres canvis menors. Aquest model va entrar en servei a principi de la dècada dels 90.
- Nagmapop: variant de vigilància identificable per la gran superestructura (similar a la del Nakpadon), amb diferents antenes telescòpiques.
- Puma: variant de desactivació de mines. Va entrar en servei l'any 1991 i va substituir el Nagmashot. Sovint al davant hi ha arada, corró o pala per fer explotar els camps de mines.